# Onosma lycaonicum
Onosma lycaonicum är en strävbladig växtart som beskrevs av Hub.-mor. Onosma lycaonicum ingår i släktet Onosma och familjen strävbladiga växter. Inga underarter finns listade i Catalogue of Life.